# Lukas Dauser
Lukas Dauser (* 15. Juni 1993 in Ebersberg) ist ein deutscher Kunstturner und Sportsoldat bei der Bundeswehr. Bei den Olympischen Sommerspielen 2020 in Tokio gewann er die Silbermedaille am Barren. 2023 wurde er in Antwerpen Weltmeister am Barren.

## Leben
Dauser wuchs zunächst in Glonn auf, wohnte und trainierte von 2012 bis 2020 am Stützpunkt in Berlin, startet aber für den TSV Unterhaching und in der Deutschen Turnliga für die TuS Vinnhorst. Er ist Sportsoldat im Range eines Stabsunteroffiziers bei der Sportfördergruppe der Bundeswehr.
Auf nationaler Ebene war Dauser 2013 deutscher Vizemeister im Sprung und konnte 2014 im Mehrkampf sowie im Sprung jeweils die Bronzemedaille erringen. Mit der KTV Straubenhardt gewann Dauser 2015 den Deutschen Mannschaftsmeistertitel.
Im Jahr 2014 gehörte bei den Turn-Weltmeisterschaften in Nanning erstmals dem deutschen Kader an, mit dem er im Finale des Mannschaftswettbewerbs den achten Platz belegte.
Beim Challenge Cup 2014 in Anadia zeigte Dauser ein neues Turnelement am Barren. Die Riesenfelge Diamidov auf einen Holm mit Healy zurück auf die Oberarme wurde als „Dauser“ in die offiziellen Wertungsvorschriften als C-Teil aufgenommen. 2015 sicherte er sich in São Paulo seinen ersten Weltcupsieg.
Erstmals Deutscher Einzelmeister wurde Dauser 2016 bei den Deutschen Meisterschaften in Hamburg. Am Barren sicherte er sich die Goldmedaille vor dem deutschen Seriensieger Marcel Nguyen. Außerdem gewann er noch Silber am Reck.
Beim vorolympischen Turnier für die Olympischen Sommerspiele 2016 in Rio de Janeiro belegte er mit dem deutschen Team Platz eins, was gleichbedeutend war mit der Olympiaqualifikation für den Deutschen Turner-Bund. Am Barren wurde Dauser Dritter. Am 10. Juli 2016 wurde Lukas Dauser von Bundestrainer Andreas Hirsch für die Olympischen Sommerspiele 2016 in Rio de Janeiro nominiert. Dort qualifizierte er sich zusammen mit Andreas Bretschneider, Fabian Hambüchen, Marcel Nguyen und Andreas Toba für das Finale im Mannschaftsmehrkampf.

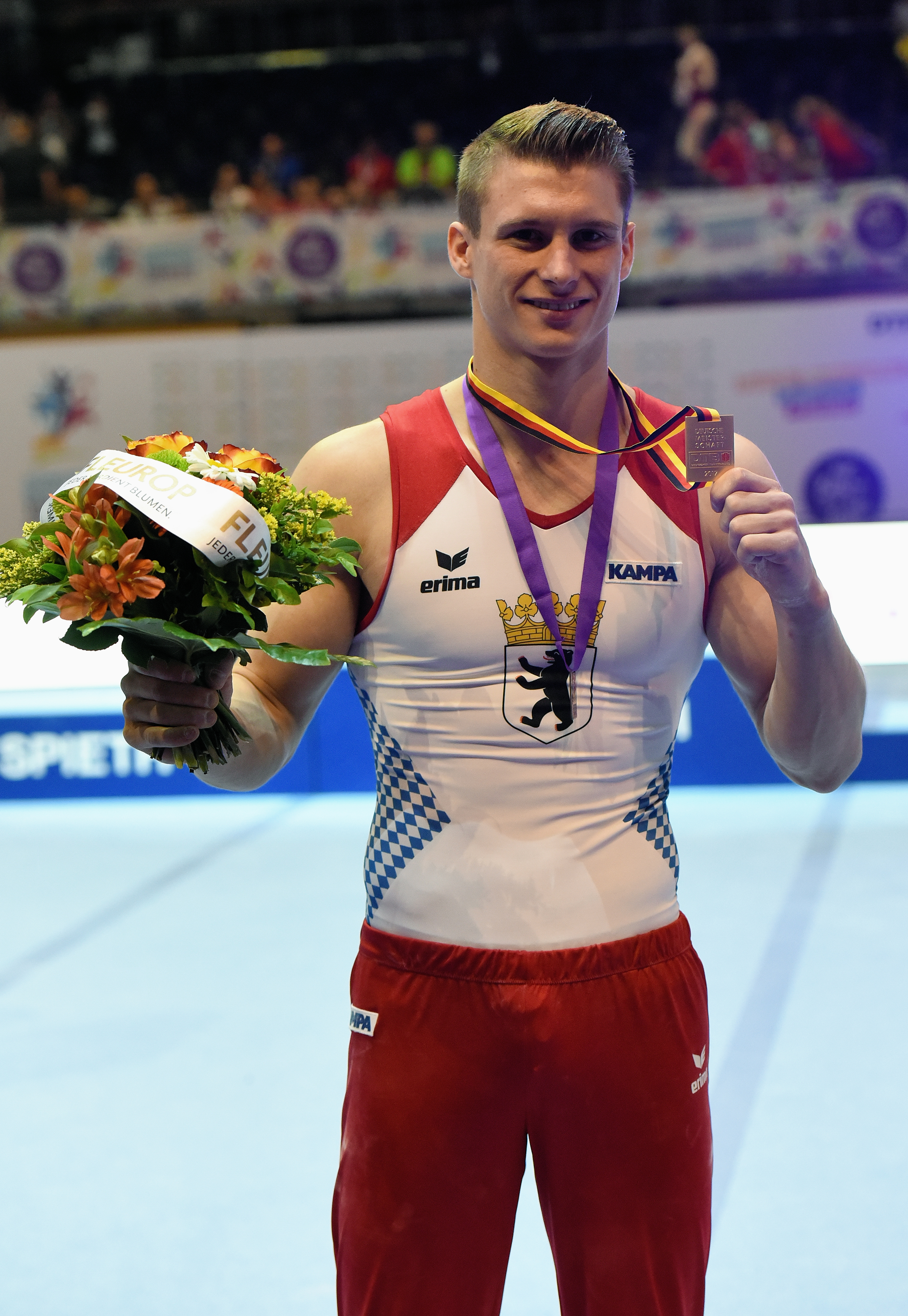
Deutscher Mehrkampfmeister 2017

Im Jahr 2017 wurde er Vize-Europameister, Deutscher Mehrkampfmeister und sicherte sich im Gesamtweltcup die Silbermedaille.
Im Rahmen des Deutschen Turnfest im Juni 2017 in Berlin verletzte er sich bei einem Abgang von den Ringen am Knie (Kreuzbandriss, Außenmeniskus zertrümmert).
Sein Comeback gelang ihm 15 Monate später bei der Weltmeisterschaftsqualifikation in Stuttgart, die er im Mehrkampf gewann und sich das Ticket für die WM in Doha 2018 sicherte. Dort turnte er sich nach über einem Jahr zurück in die internationale Weltspitze mit zwei Finalplätzen im Mehrkampf und am Barren.
Vier Monate vor den Heimweltmeisterschaften 2019 brach sich Lukas Dauser einen Mittelhandknochen der rechten Hand am Barren. Nach Operation und Rehaphase schaffte er noch den Sprung ins WM-Team und turnte sich bei den Weltmeisterschaften 2019 in Stuttgart bis ins Finale am Barren.
Im August 2020 wechselte er zum DTB-Stützpunkt Halle. Dort ist er beim Trainer Hubert Brylok in einer Trainingsgruppe mit Nick Klessing vom SV Halle und Nils Dunkel vom MTV 1860 Erfurt.
2021 gewann er bei den Olympischen Sommerspielen in Tokio hinter Zou Jingyuan die Silbermedaille am Barren. Dafür wurde er im November 2021 von Bundespräsident Frank-Walter Steinmeier mit dem Silbernen Lorbeerblatt ausgezeichnet. Außerdem erreichte er zusammen mit Nils Dunkel, Philipp Herder und Andreas Toba das Finale im Mannschaftsmehrkampf.
2022 gewann er bei den Turnweltmeisterschaften in Liverpool Silber am Barren und damit seine erste WM-Medaille. 2023 wurde er in Antwerpen mit einer Punktzahl von 15,400 Weltmeister am Barren.
2023 wurde Dauser Deutschlands Sportler des Jahres.
Bei den Olympischen Sommerspielen 2024 in Paris erreichte er im Finale am Barren den 7. Platz. Im Anschluss gab er das Ende seiner internationalen Karriere bekannt.

## Galerie

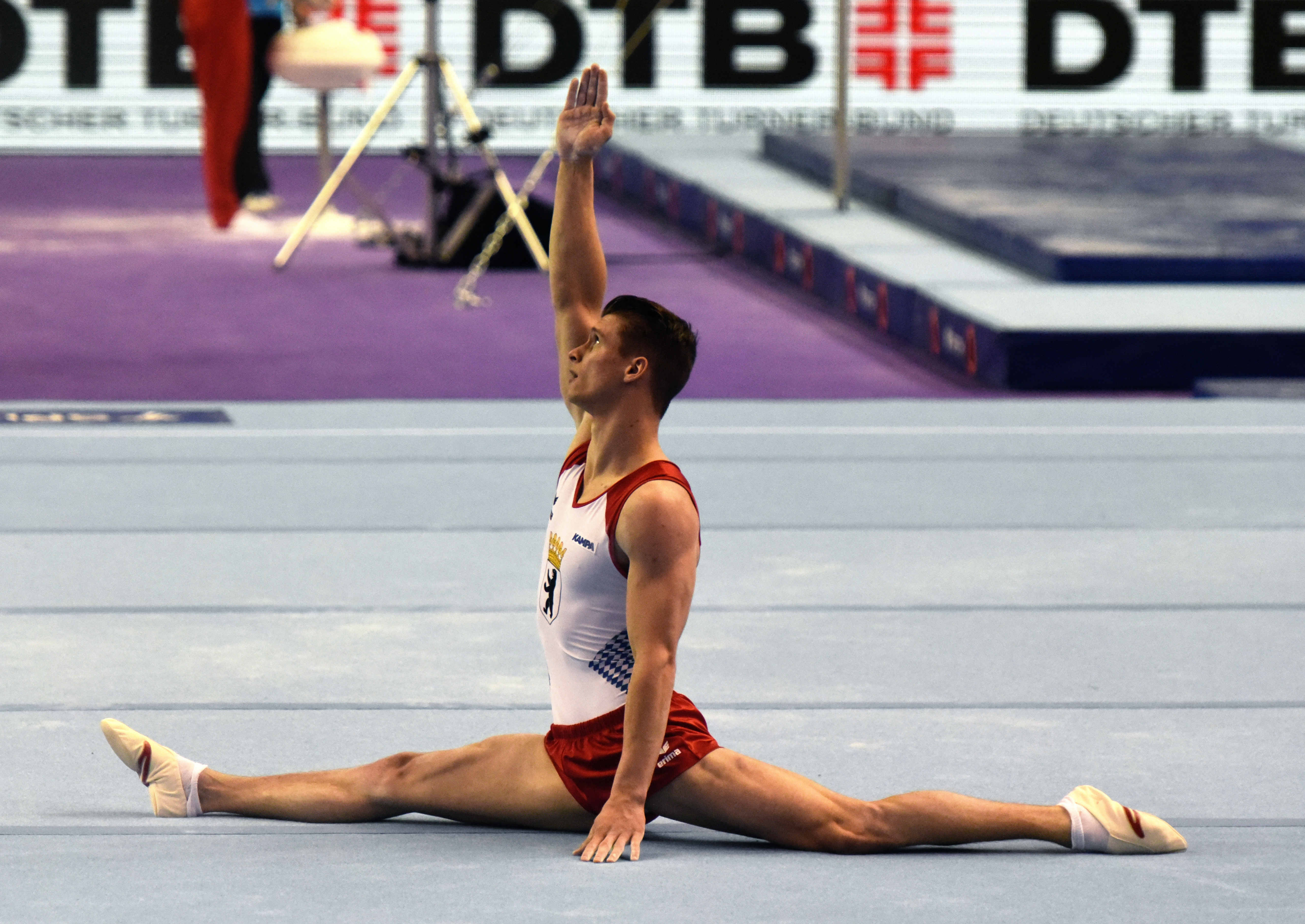
Am Boden
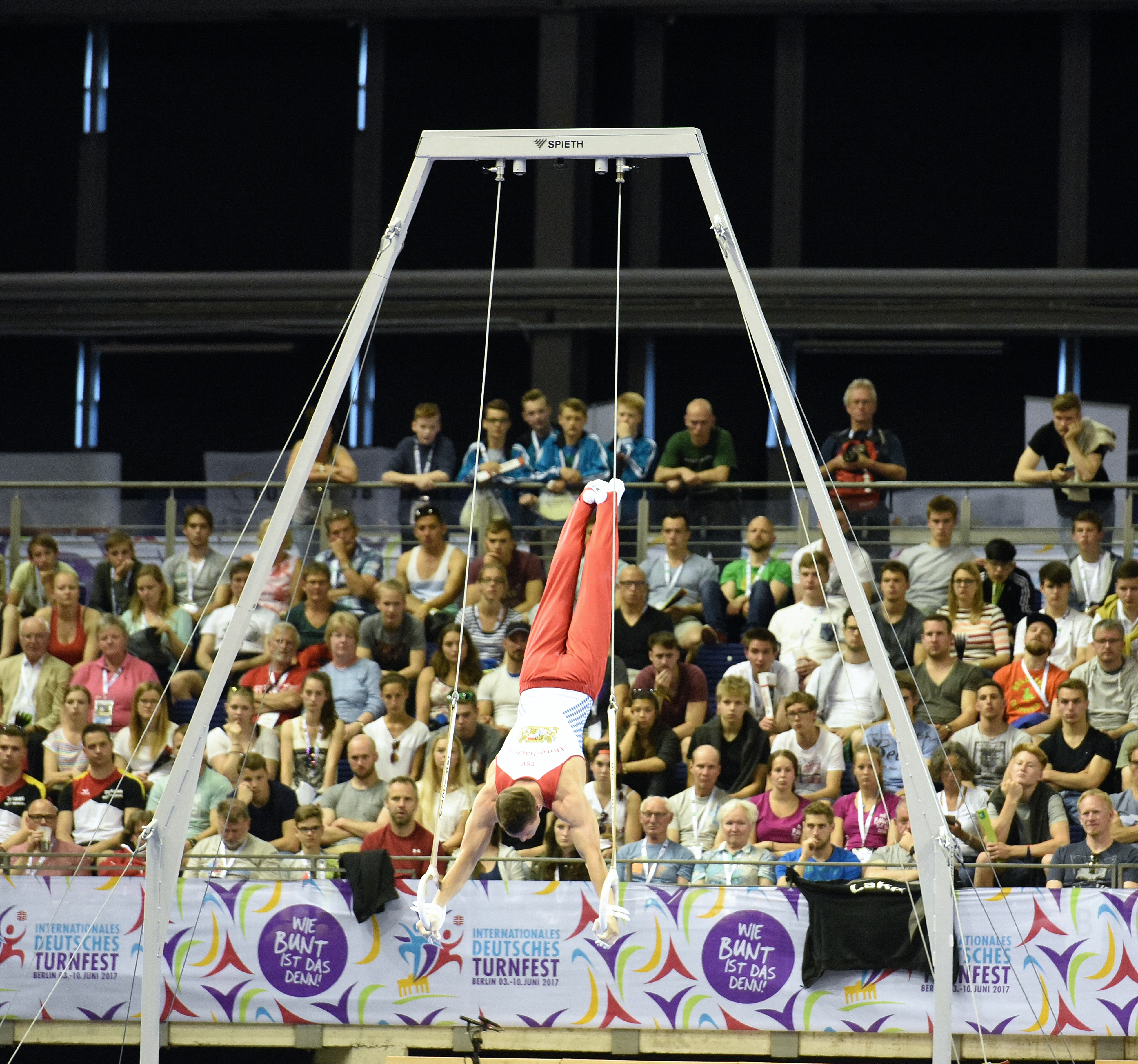
An den Ringen
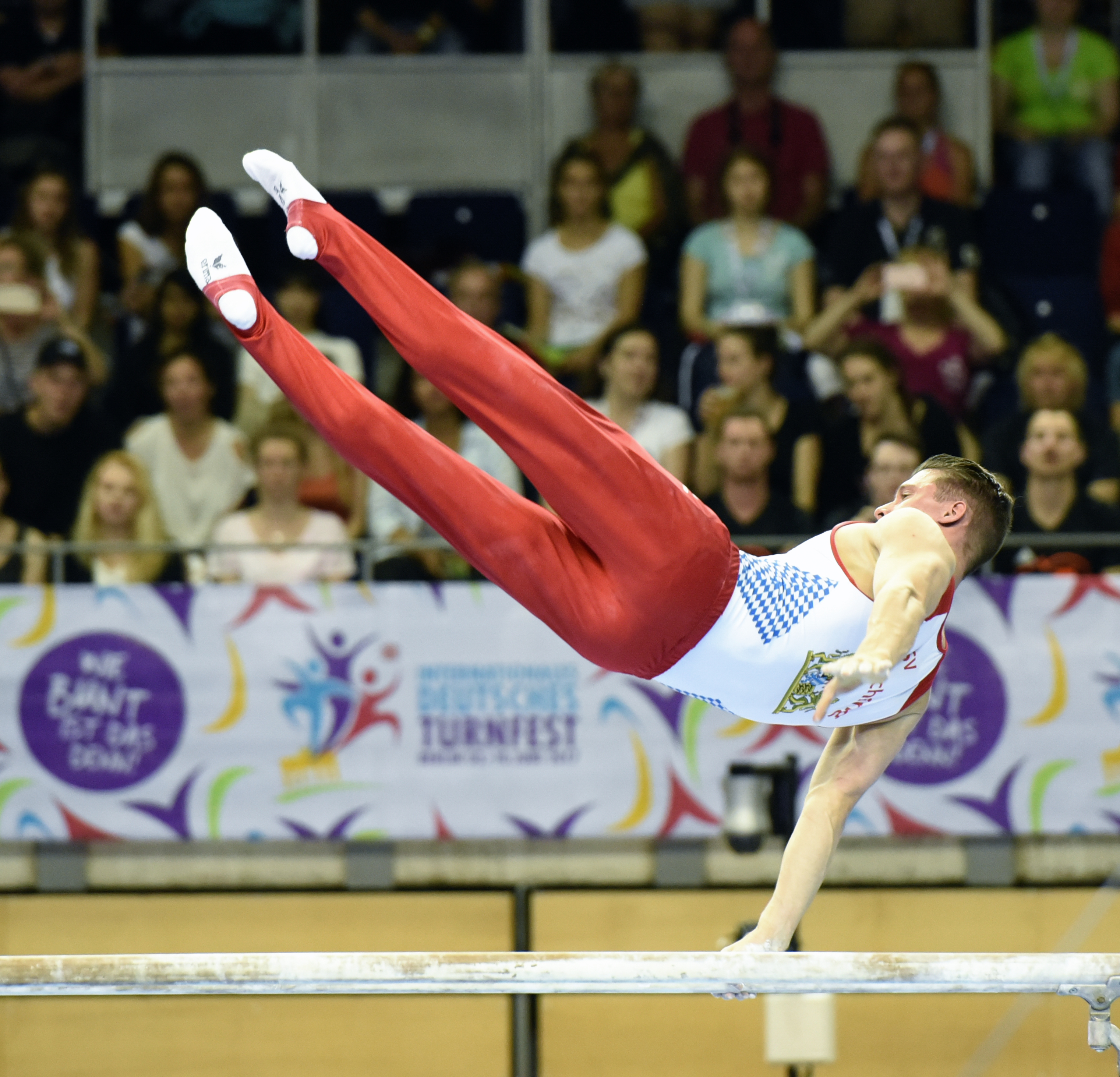
Am Barren
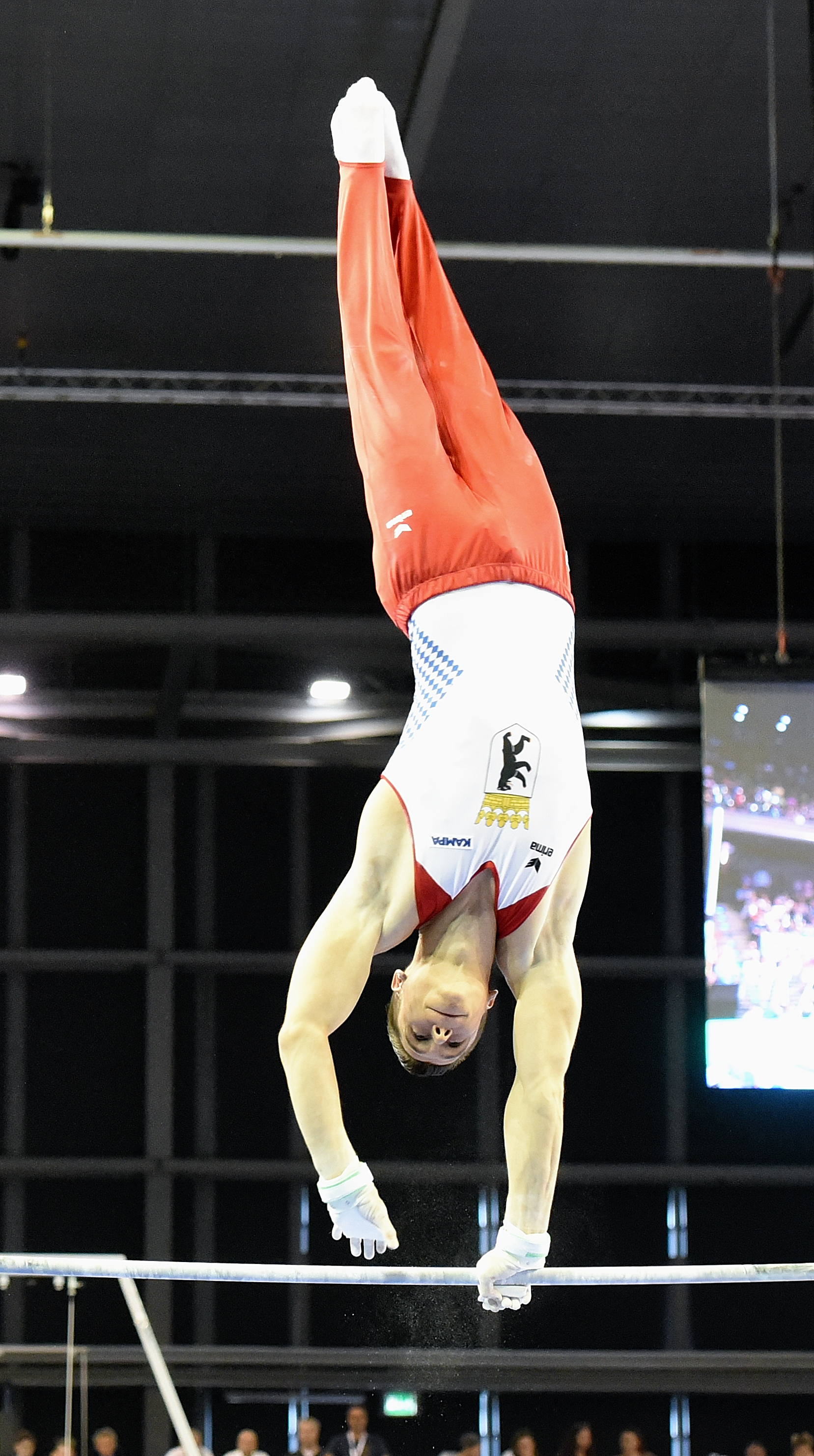
Am Reck
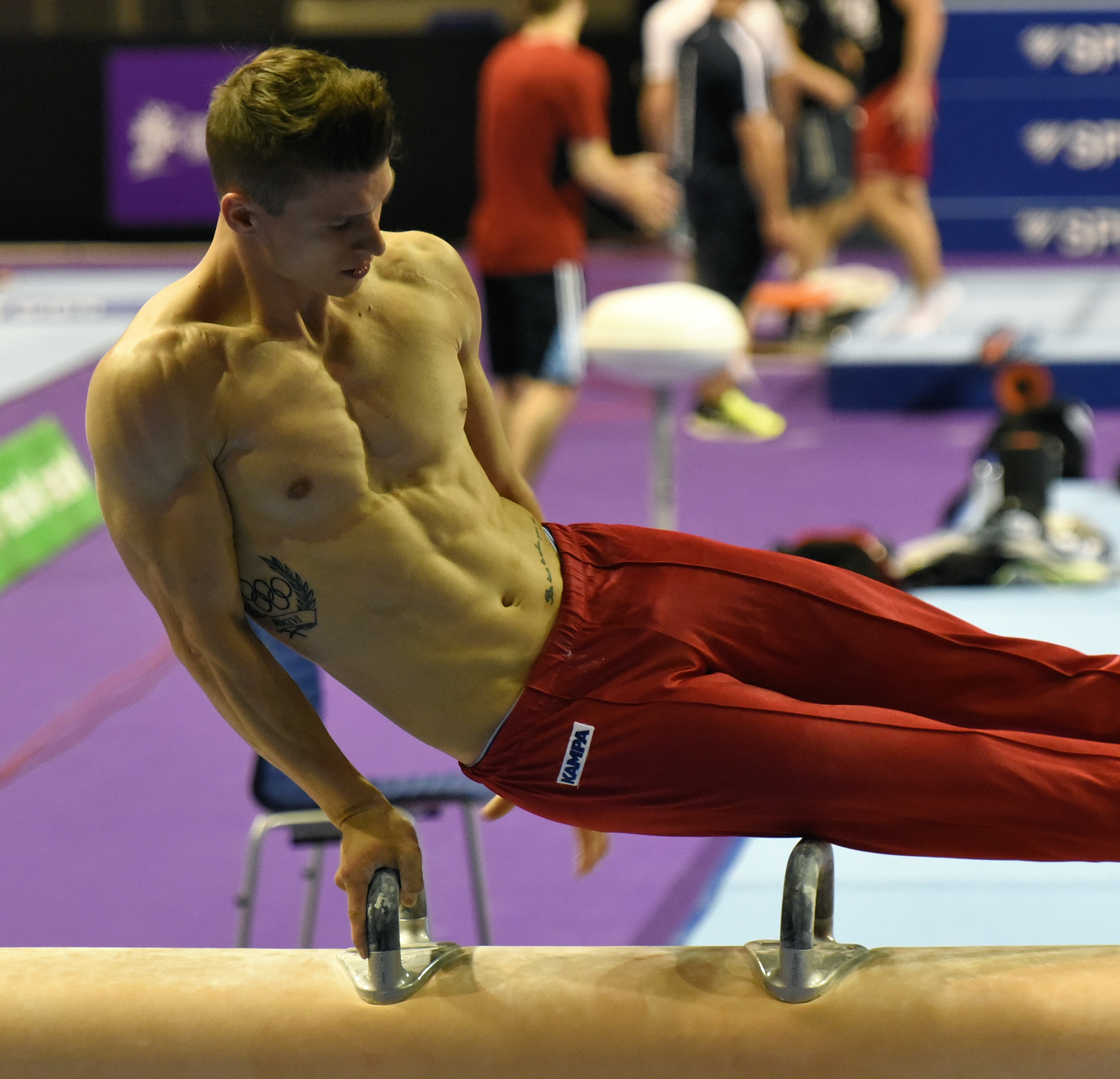
Am Pferd